# مهرك
مهرك (بالفارسية: مهرک) هي منطقة سكنية في محافظة فارس إيران التابعة لبلدة أشكنان مقاطعة لامرد.

## السكان
تقع هذه القرية في قسم كال وفي احصاءات سنة 2006 لم يعلن عدد سكانها رسمياً.